# Spaklerweg (stacja metra)

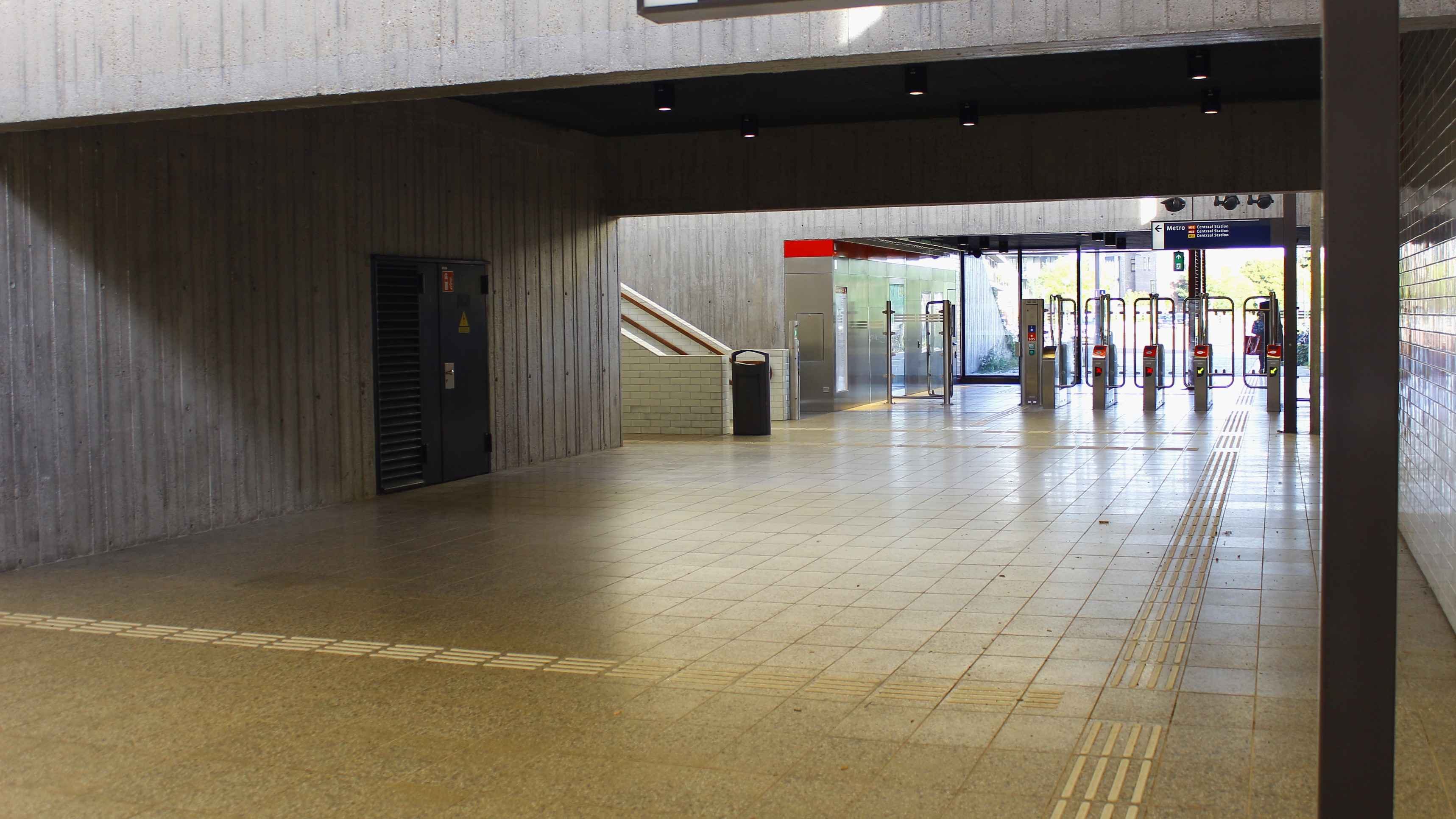

Spaklerweg – stacja metra w Amsterdamie, położona na linii 51 (pomarańczowej), 53 (czerwonej) i 54 (żółtej). Została otwarta 4 czerwca 1982. Znajduje się w dzielnicy Amsterdam-Oost.